# Lasciami per sempre
Lasciami per sempre è un film del 2017, diretto da Simona Izzo.

## Trama
Per il ventesimo compleanno di Lorenzo, tutta la sua famiglia allargata si riunisce per i festeggiamenti nella grande villa di proprietà del nonno Renato.
Viola, la madre di Lorenzo, per lavoro crea profumi. Abita nella villa con il compagno Nikos, un musicista ironico e romantico. Il padre di Lorenzo, Davide, ha lasciato la famiglia molti anni prima e viaggia per mare con la sua barca. Nikos è molto geloso di Davide, che per ferire l'ex moglie decide di presentarsi alla festa del figlio, con il quale ha un rapporto complicato. Alla festa è presente anche il figlio che Nikos ha avuto dall'ex compagna canadese, Sean, che è un ragazzo sopra le righe, piromane e ribelle, il quale non si fa problemi a girare nudo per il giardino della villa.
Carmen, sorella di Viola, è in attesa di completare le pratiche per il divorzio; soffre di disturbo bipolare, ha una relazione con il suo avvocato Sergio e una relazione turbolenta con la figlia Giulia, che ha un disturbo alimentare e nonostante sia stata rimandata al liceo classico, intende trascorrere l'estate in una comune in Umbria. Per ottenere il consenso della madre, Giulia le dice che passerà le vacanze dal padre Pietro, un ginecologo sui generis che vive con la compagna congolese Balkissa. Il matrimonio tra Carmen e Pietro è terminato un anno prima, quando la donna, stanca delle continue infedeltà del marito ha deciso di cacciarlo di casa; Pietro però è ancora innamorato della moglie e nutre la speranza di riconquistarla.
Aida, la terza sorella, è lesbica ed è sposata con Fiamma. Il rapporto tra le due donne sta tuttavia attraversando una profonda crisi, tanto che Fiamma non è presente alla festa di compleanno di Lorenzo. Il motivo di questi dissidi risiede nel fatto che Fiamma vuole un figlio mentre Aida no. Sperando di poter recuperare il rapporto con la moglie, Aida chiede al fisico teorico Yuri, amico d'infanzia e vicino di casa della famiglia da sempre innamorato di lei, di aiutarla a restare incinta.
A completare il quadro familiare c'è il nonno Renato, che ha tentato il suicidio dopo la morte della moglie, una cantante d'opera slava che aveva scelto i nomi delle figlie ispirandosi alle sue eroine preferite. Renato è titolare di un'impresa produttrice di lapidi in marmo, ma l'azienda ha gravissimi dissesti economici e lui rischia una condanna penale.
Come se non bastasse, Lorenzo è stato appena lasciato dalla sua ragazza Martina per un altro. Ciò che né Lorenzo né Martina immaginano è che l'uomo con cui lei ha una relazione è proprio Davide, il padre di Lorenzo. L'inatteso arrivo di Martina alla festa sarà l'occasione per esasperare i conflitti interni alla famiglia.

## Distribuzione
È uscito nelle sale italiane il 20 aprile 2017.

## Riconoscimenti
- 2017 – Nastro d'argento
  - Candidatura come migliore attrice non protagonista a Barbora Bobul'ová